# Mama Lover (álbum)
Mama Lover es el segundo y primer álbum de estudio en Inglés del trío ruso Serebro. Fue lanzado por primera vez físicamente en Italia por Sony Music el 19 de junio de 2012. Posteriormente el 12 de julio de 2012 fue lanzado en México por Universal Music.
Este es el primer álbum de estudio de la banda en el que participa Anastasia Karpova reemplazo de Marina Lizorkina.
El álbum fue producido por Maxim Fadeev y la mayoría de los temas fueron compuestos por Olga Seryabkina integrante del trío. El álbum contiene 14 temas en Inglés y uno solo en ruso en la Versión Internacional el cual es la versión original de Mama Lover "Мама Люба". En la Versión Rusa se incluye además "Мальчик" versión en ruso de "Gun".

## Antecedentes y composición
En 2010, Serebro anunció que estarían preparando su segundo álbum de estudio. Sin embargo, Maxim Fadeev anunció que Marina Lizorkina (exmiembro de la agrupación) dejaría el grupo, por motivos personales y financieros. Poco tiempo después anunciaron que Anastasia Karpova sería quien reemplazaría a Lizorkina.
Antes, a mediados de 2009, el grupo lanzó su single "Сладко", indicando que el grupo estaba en la producción de su segundo álbum de estudio. Tras el lanzamiento de su primer single y el cambio en la agrupación, el grupo lanzó singles "Не время" y "Давай держаться за руки".
El álbum contiene algunas versiones en inglés de su primer disco "Опиумroz" publicado en 2009, así como del EP "Избранное" publicado en 2011. Las canciones se han sido regrabadas ahora con la voz Anastasia. El grupo describe al álbum como "Las canciones son canciones bonitas, muy divertidas y de estilo muy dance".

## Lanzamiento
El álbum estaba planeado para ser lanzado el 26 de junio de 2012 pero fue adelantada su fecha siendo lanzado físicamente en Italia el 19 de junio de 2012 por Sony Music. Además fue lanzado (solo en versión digital) mundialmente el 26 de junio de 2012 por Ego Records. De acuerdo con la integrante del trío Elena, el álbum no tenía planes de ser lanzado físicamente mundialmente debido a que según ella ahora en la actualidad todo se mueve a través de Internet y los lanzamientos físicos ya son cosas del pasado. Aun así el álbum fue lanzado físicamente en México el 12 de julio de 2012 por Universal Music y más tarde en Japón por EMI.

## Promoción
Durante el inicio de la producción de Mama Lover, el grupo había estado de gira por toda Europa para promover su música y su álbum. Durante 2009, el grupo había actuado en el Festival de New Wave en Letonia. En febrero de 2010, el grupo canto en Vancouver, Canadá para los Juegos Olímpicos. Posteriormente, el grupo tocó en el Kremlin en Moscú, Rusia el 23 de junio de 2010. En septiembre de 2010, el grupo había realizado su primer concierto en solitario en la República Checa, donde el grupo dio presentes regalos a los niños que residían en centros de rehabilitación social. El grupo había realizado su estreno en Inglés del sencillo "Sexing You" en el Rusia MTV Beach Party en agosto de 2010.

## Lista de canciones
Versión Internacional
| N.º | Título                                                    | Escritor(es)                     | Productor    | Duración |  |
| 1.  | «Paradise»                                                | Olga Seryabkina                  | Maxim Fadeev | 3:46     |  |
| 2.  | «Like Mary Warner»                                        | Olga Seryabkina                  | Maxim Fadeev | 4:30     |  |
| 3.  | «Song #1»                                                 | Daniil Babichev                  | Maxim Fadeev | 3:20     |  |
| 4.  | «Angel Kiss»                                              | Olga Seryabkina                  | Maxim Fadeev | 4:15     |  |
| 5.  | «Mama Lover»                                              | Olga Seryabkina                  | Maxim Fadeev | 4:04     |  |
| 6.  | «Why»                                                     | Daniil Babichev                  | Maxim Fadeev | 3:41     |  |
| 7.  | «Gun»                                                     | Olga Seryabkina                  | Maxim Fadeev | 4:10     |  |
| 8.  | «Bastard»                                                 | Olga Seryabkina                  | Maxim Fadeev | 3:53     |  |
| 9.  | «Never Be Good»                                           | Daniil Babichev                  | Maxim Fadeev | 3:12     |  |
| 10. | «Sexing You»                                              | Olga Seryabkina                  | Maxim Fadeev | 3:54     |  |
| 11. | «What's Your Problem»                                     | Daniil Babichev                  | Maxim Fadeev | 3:18     |  |
| 12. | «Мама Люба (Mama Lyuba)» ("Mama Lover" – Versión en ruso) | Maxim Fadeev                     | Maxim Fadeev | 4:04     |  |
| 13. | «Mama Lover (Karaoke)»                                    | Maxim Fadeev                     | Maxim Fadeev | 4:06     |  |
| 14. | «Sound Sleep (Karaoke)» (Con OMA-VEGA)                    | Daniil Babichev, Olga Seryabkina | Maxim Fadeev | 5:09     |  |
| 15. | «Angel Kiss (Dubstep Remix)»                              |                                  | Maxim Fadeev | 3:48     |  |

Versión Rusa
| N.º | Título                                                    | Escritor(es)                     | Productor    | Duración |  |
| 1.  | «Paradise»                                                | Olga Seryabkina                  | Maxim Fadeev | 3:46     |  |
| 2.  | «Like Mary Warner»                                        | Olga Seryabkina                  | Maxim Fadeev | 4:30     |  |
| 3.  | «Song #1»                                                 | Daniil Babichev                  | Maxim Fadeev | 3:20     |  |
| 4.  | «Angel Kiss»                                              | Olga Seryabkina                  | Maxim Fadeev | 4:15     |  |
| 5.  | «Mama Lover»                                              | Olga Seryabkina                  | Maxim Fadeev | 4:04     |  |
| 6.  | «Why»                                                     | Daniil Babichev                  | Maxim Fadeev | 3:41     |  |
| 7.  | «Gun»                                                     | Olga Seryabkina                  | Maxim Fadeev | 4:10     |  |
| 8.  | «Bastard»                                                 | Olga Seryabkina                  | Maxim Fadeev | 3:53     |  |
| 9.  | «Never Be Good»                                           | Daniil Babichev                  | Maxim Fadeev | 3:12     |  |
| 10. | «Sexing You»                                              | Olga Seryabkina                  | Maxim Fadeev | 3:54     |  |
| 11. | «What's Your Problem»                                     | Daniil Babichev                  | Maxim Fadeev | 3:18     |  |
| 12. | «Мама Люба (Mama Lyuba)» ("Mama Lover" – Versión en ruso) | Maxim Fadeev                     | Maxim Fadeev | 4:04     |  |
| 13. | «Мальчик (Malchik)» ("Gun" – Versión en ruso)             |                                  | Maxim Fadeev | 4:11     |  |
| 14. | «Mama Lover (Karaoke)»                                    | Maxim Fadeev                     | Maxim Fadeev | 4:06     |  |
| 15. | «Sound Sleep (Karaoke)» (Con OMA-VEGA)                    | Daniil Babichev, Olga Seryabkina | Maxim Fadeev | 5:09     |  |
| 16. | «Angel Kiss (Dubstep Remix)»                              |                                  | Maxim Fadeev | 3:48     |  |

## Curiosidades
En la versión italiana (CD) hay un error en cuanto a los colores que representan a la bandera rusa, los ponen en este orden: Blanco, Rojo y Azul cuando en realidad el orden de los colores de la bandera rusa son Blanco, Azul y Rojo. En la edición Mexicana los colores son puestos de forma correcta.
Cuando las chicas del grupo Serebro fueron invitadas al desaparecido programa español Otra Movida, en ese mismo año 2012, además de interpretar en vivo "Mama Lover" en sus dos versiones (en ruso e inglés), participaron en una parodia del tema antes nombrado, la cual era titulada como "Mamarracho".
- Datos: Q1952106